# Billy Garrett (koszykarz)
Billy Garrett Jr (ur. 16 października 1994 w Chicago) – amerykański koszykarz występujący na pozycji rzucającego obrońcy.
W 2012 zdobył złoty medal podczas międzynarodowego turnieju Nike Global Challenge. 
W 2018 reprezentował New York Knicks, podczas letniej ligi NBA. Rok później wystąpił w barwach Phoenix Suns w Las Vegas.
2 stycznia 2020 został zawodnikiem greckiej Larissy BC. 21 lipca 2021 dołączył do Grupy Sierleccy-Czarnych Słupsk. 10 listopada 2022 podpisał kontrakt z Suzuki Arką Gdynia. 2 grudnia 2022 zawarł umowę z Legią Warszawa.

## Osiągnięcia
Stan na 4 grudnia 2023, na podstawie, o ile nie zaznaczono inaczej.
NCAA
- Najlepszy pierwszoroczny zawodnik konferencji Big East (2014)[8]
- Laureat Big East Sportsmanship Award (2017)
- Zaliczony do:
  - I składu:
    - najlepszych pierwszorocznych zawodników Big East (2014)
    - Big East All-Academic Team (2014–2017)

  - składu honorable mention All-Big East (2015)
- Lider konferencji Big East w liczbie:
  - celnych rzutów wolnych  (158 – 2015, 157 – 2017)
  - strat (105 – 2017)

Drużynowe
- Mistrz NBA G League (2021)

Indywidualne
- MVP:
  - miesiąca EBL (wrzesień 2021)[9]
  - kolejki G-League (11.02.2019)
- Zaliczony do I składu:
  - sezonu EBL (2022)[10]
  - kolejki EBL (7, 14 – 2021/2021, 13, 24 – 2022/2023)[11][12][13][14]